# NGC 4640
NGC 4640 (auch NGC 4640A) ist eine 13,4 mag helle Galaxie vom Hubble-Typ SB(0?) im Sternbild der Jungfrau auf der Ekliptik. Sie ist schätzungsweise 84 Millionen Lichtjahre von der Milchstraße entfernt und hat einen Durchmesser von etwa 35.000 Lichtjahren. Unter der Katalognummer VCC 1949 wird sie als Mitglied des Virgo-Galaxienhaufens geführt.
Gemeinsam mit der etwa zehnmal weiter entfernten Galaxie PGC 214021 (auch  NGC 4640 B) bildet sie das optische Galaxienpaar Holm 446.
Im selben Himmelsareal befinden sich die Galaxien NGC 4641, IC 810, IC 3663, IC 3710.
Das Objekt wurde am 17. April 1887 von Lewis A. Swift entdeckt.